# Oratorio dei Sette Dormienti
Oratorio dei Sette Dormienti, även benämnt San Gabriele Arcangelo och Sancti Angeli in Via Appia, är ett dekonsekrerat oratorium i Rom, helgat åt Sju sovare i Efesos. Oratoriet är beläget i ett hus som tidigare tillhörde Vigna Pallavicini.
Oratoriet upptäcktes år 1875 av den italienske arkeologen och historikern Mariano Armellini.

## Historia
Oratoriet inrymdes under 1100-talet i ett rum i ruinerna av ett romerskt bostadshus från 100-talet e.Kr., vilket stod på platsen. Det var ursprungligen helgat åt ärkeängeln Gabriel. På initiativ av påve Clemens XI företogs en restaurering av oratoriet och det helgades åt Sju sovare. Oratoriet har en fresk föreställande ärkeängeln Gabriel och ovanför denna en fresk som visar Frälsaren Jesus Kristus i sin härlighet. De övriga freskerna framställer Sju sovare samt kvinnliga och manliga helgon.

## Omnämningar i kyrkoförteckningar
| Katalog                   | År         | Benämning                  |
| ------------------------- | ---------- | -------------------------- |
| Il Catalogo di Torino     | cirka 1320 | Ecclesia sancti Archangeli |
| Il Catalogo del Signorili | cirka 1425 | sci. Angeli                |